# 崔载遇
崔载遇（韩语： Choe Jaeu，1994年2月27日—），韩国男子自由式滑雪运动员，2012年世界青年自由式滑雪和单板滑雪锦标赛男子雪上技巧铜牌得主、2017年亚洲冬季运动会男子雪上技巧银牌得主。